# H. G. Ewers
H. G. Ewers, vlastním jménem Horst Gehrmann, (1. ledna 1930 Weißenfels an der Saale – 19. září 2013 Weil am Rhein) byl německý spisovatel, autor science-fiction.

## Život
V roce 1961, krátce před stavbou Berlínské zdi, emigroval z tehdejšího Východního Německa do Západního.

## Dílo
Je autorem více než 445 románů, z toho více než 300 vyšlo v rámci řady Perry Rhodan.